# 月照
月照（げっしょう、文化10年（1813年）- 安政5年11月16日（1858年12月20日））は、幕末期の尊皇攘夷派の僧侶。名は宗久、忍介、忍鎧、久丸。

## 生涯
文化10年（1813年）、大坂の町医者の長男として、讃岐吉原（現在の善通寺市）に生まれた。
文政10年（1827年）、叔父の蔵海の伝手を頼って京都の清水寺成就院に入り、天保6年（1835年）住職となった。しかし、尊王攘夷主義に傾倒して公家たちや活動家たちと関係を持ち、徳川家定の将軍継嗣問題では一橋派に与したため、幕府から危険人物とみなされた。西郷隆盛と親交があり、西郷が尊敬する島津斉彬が急死したとき、殉死しようとする西郷に対し止めるように諭している。
安政5年（1858年）8月から始まった安政の大獄で追われる身となり、西郷とともに京都を脱出して土浦藩士・大久保要や水戸藩京都留守居役・鵜飼吉左衛門らの支援の元、しばらく大坂に留まっていた。さらに老中・間部詮勝の入京に先立ち、西郷の強い希望により、有村俊斎らの助力を受けて西郷の故郷である薩摩藩に海路で逃れた。しかし、薩摩藩は厄介者である月照の保護を拒否し「日向国送り」を命じる。これは、単に身柄を移送するのではなく、薩摩国と日向国の国境で殺害することを意味していた。これを知った月照は死を覚悟し、西郷とともに錦江湾に入水した。西郷は奇跡的に一命を取り留めたが、月照は死亡した。享年46であった。「眉目清秀、威容端厳にして、風采自ずから人の敬信を惹く」と伝えられている。
墓は、月照ゆかりの清水寺（京都市東山区）と西郷の菩提寺である南洲寺（鹿児島市）にあり、清水寺では月照の命日である11月16日に「落葉忌」として法要を行っている（新暦の毎年同月同日に実施）。
なお、月照の弟・信海（1821年 - 1859年）は、兄の死後、成就院の住職を継いだが、兄同様に勤皇運動に参加したことから捕縛され、江戸で獄死した（享年39）。

## 辞世の歌
- 大君の ためにはなにか 惜しからむ 薩摩の瀬戸に 身は沈むとも[2]

この歌は、1942年（昭和17年）発表の『愛国百人一首』に選定された。直筆は香川県の海岸寺宝物館に保管されている。

## 登場作品
テレビドラマ
- 『田原坂』（1987年、日本テレビ年末時代劇スペシャル　演:上田忠好）
- 『翔ぶが如く』（1990年、NHK大河ドラマ　演:野村万之丞）
- 『篤姫』（2008年、NHK大河ドラマ、演：高橋長英）
- 『西郷どん』（2018年、NHK大河ドラマ、演：尾上菊之助）